# Sphaleropalpus pumicatus
Sphaleropalpus pumicatus là một loài Trichoptera hóa thạch trong họ Sericostomatidae.